# 安在鴻
安 在鴻（アン・ジェホン、1891年12月30日 - 1965年3月1日）は、朝鮮独立運動家、政治家、第2代国会議員。号は「民世」（ミンセ、민세）。本貫は順興安氏。

## 来歴
京畿道平沢生まれ。1911年、早稲田大学政治経済学部に入学。1912年、東京に居住している朝鮮人留学生を中心に「朝鮮留学生学友会」を組織して民族意識を高める為に力を入れた。1913年1月に、中国の上海へ渡り、独立団体である「同済社」に加入した。
卒業後は、帰国して一時は学校の教師となったが、1919年4月、大韓民国臨時政府の指令に従って京城（現：ソウル）で青年を集めて「青年外交団」を組織した後、総務を務めている中で、三・一独立運動へ参加した事による容疑で逮捕された。そして1920年9月27日、大邱覆審法院で懲役3年の刑を宣告された。
1927年1月、朝鮮日報の主筆として在職中、「新幹会」の総務幹事に選ばれ、綱領を作成・発表した後、創立総会を開催する一方、各地方の創立総会を支援するために講演を行い、言論を通じて民族意識を鼓吹した。更に、満洲に居住している同胞を保護する為の「同盟執行委員会」の委員長として活動した。
1928年7月、朝鮮日報の「筆禍事件」で京城覆審法院から禁錮8ヶ月の刑を宣告され、直ちに控訴したが、棄却されて刑が確定した。
1929年12月に、全羅南道光州で光州学生独立運動が勃発すると、安は朝鮮日報副社長の職を辞して、当時の政治団体である「新幹会」と協同で朝鮮民衆大会を開催し、日本を糾弾した。安は再び逮捕されたが、1930年1月1日、起訴猶予になった。
1937年5月には南京軍官学校の学生募集運動の件で逮捕され、1938年5月4日、京城覆審法院で、治安維持法違反で懲役2年の刑を宣告された。1939年3月には「興業倶楽部」に参加して活動した。1942年12月、「朝鮮語学会」の朝鮮語辞典編纂事業事件への関与を疑われ、咸鏡南道洪原の警察署に収監され、獄中で終戦を迎えた。
後に、朝鮮建国準備委員会の副委員長となったが、左派勢力が優勢となったため辞任、韓国独立党に参加し、米軍政庁の民政長官、民議院議員として大韓民国政府樹立に貢献した。また、大韓オリンピック後援会会長も務めた。
しかし、1950年に始まる朝鮮戦争の際に、北朝鮮に拉致され、1965年に平壌で死去したとされている。奇しくも、三・一独立運動の記念日が命日だった。

## 叙勲
韓国政府は安の功労を称え、1989年に建国勲章大統領章を追叙した。